# Mamífero pré-histórico

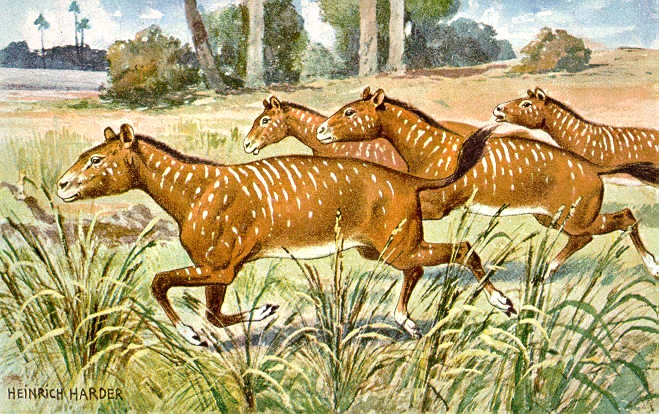

Os mamíferos pré-históricos são mamíferos que viveram no período pré-histórico, comumente confundidos com dinossauros e que, ainda ao contrário do que muitos acreditam, não eram oprimidos no período em que conviveram com os dinossauros. Acredita-se que tenham sofrido duas grandes explosões evolutivas, umas há 93 milhões de anos, a última há cerca de 50 milhões de anos.

## Evolução
Os mamíferos evoluíram a partir dos cinodontes, um grupo de répteis carnívoros que viveu no fim do Paleozóico. O primeiro verdadeiro mamífero reconhecido é o Morganucodon, um pequeno insectívoro que viveu no Triássico superior.